# Santuario dei Santi Cosma e Damiano (Ravello)
Il santuario dei Santi Cosma e Damiano è un luogo di culto cattolico di Ravello, al cui interno è presente un'antica chiesa intitolata ai Santi Cosma e Damiano, costruita nella roccia ed inglobata tra gli anni Cinquanta e gli anni Sessanta del XX secolo in un nuovo edificio in forme moderne.
Il santuario rappresenta una delle mete di pellegrinaggio religioso più frequentate della provincia di Salerno: ogni anno migliaia di fedeli raggiungono l'antica chiesa in segno di ringraziamento e devozione verso i Santi Cosma e Damiano, in particolare il 26 settembre, giorno della loro ricorrenza. Le forme di devozione, tra visite pastorali e deposizioni di ex voto, risultano attestate sin dal XVI secolo.

## Storia
Il primo documento risale al 1397 ed è conservato nella curia metropolitana di Amalfi; è una lettera inviata dal papa Bonifacio IX al vescovo di Tropea Paolo de Grifiis in data 14 settembre. Essa disponeva che il vescovo affidasse al chierico sipontino Antonio de Fusco la chiesa di Santa Maria a Gradillo e l'altra chiesa senza cura d'anime, dei Santi Cosma e Damiano di Ravello.
Nell'Archivio Vescovile di Ravello il primo documento pervenuto risale al 17 maggio 1402, scritto in gotica preumanistica. Esso ci dice che Martino Scatozza, vicario del vescovo di Ravello Ludovico Appenditano, prese possesso di alcuni beni lasciati per testamento di Francesco Vessichello, tra cui un oliveto sito nelle pertinenze di Ravello in località A la porta Dopnica (Domnica) e li vendette alla chiesa dei Santi Cosma e Damiano.
Lo stesso Martino Scatozza, divenuto poi rettore della Chiesa dei Santi Cosma e Damiano, comprò in excambium nel 1426 alcuni beni, tra cui un pezzo di oliveto sito in Ravello e di cui furono definiti i confini.
Ai benefici dell'antica chiesa si aggiunse poi nel 1484 un ospizio di case sito in località alla porta De La Terra, in seguito alla vendita che Amata Iusta e suoi figli Nicola Tolentino e Luigi fecero a Giacomo di Giovanni Frezza, rettore della chiesa dei Santi Cosma e Damiano.
Nella visita pastorale del 1577 di monsignor Paolo Fusco, la chiesa, di patronato della famiglia De Furno, risultava "desolata e ruinata". La devozione di questa famiglia ai Santi medici era testimoniata dalla presenza di un altare dedicato ai santi, di cui rimangono poche tracce, fatto edificare nella chiesa di San Matteo del Pendolo sotto il campanile.
Tra il 1610 e il 1612, durante le visite pastorali indette da monsignor Francesco Bennio, l'arcivescovo ordinò che la pila per l'acqua benedetta in marmo che dal 1604 si trovava all'esterno della chiesa, venisse trasferita all'interno e asseriva che i fedeli avevano una speciale devozione verso i Santi Cosma e Damiano.
Nella seconda visita pastorale fatta eseguire dal vescovo Bernardino Panicola nel 1665 ad opera del suo vicario generale Antonio de Panicolis troviamo la chiesa dei Santi Cosma e Damiano come semplice beneficio della chiesa della Beata Maria de Lago insieme alle chiese di San Matteo e Sant'Andrea de Pendulo. Da questa visita pastorale sappiamo inoltre che nella chiesa si conserva la statua dorata di San Cosma con reliquia. Per ordine del Vescovo però la statua è tenuta nel monastero della Santissima Trinità e viene trasportata a San Cosma solo il giorno della festa.
Nel 1710, durante la visita del vescovo di Ravello monsignor Giuseppe Maria Perimezzi, la chiesa di San Cosma era officiata, sebbene unita a quella di San Matteo del Pendolo. Nella chiesa vi trovò 23 ex voto d'argento, donati dai fedeli ex-devotione pro gratis ab ipsis recepitis e ordinò che la statua di San Cosma, esistente nella chiesa del monastero della Santissima Trinità, venisse ivi trasferita con due campane, l'una dell'orologio della cattedrale e l'altra di detto monastero. La statua venne restaurata nel 1756.
Nel 1887, all'interno del libro Ravello sacra-monumentale del canonico Luigi Mansi, venne fornita una descrizione dettagliata della piccola chiesa, chiamata da Matteo Camera "cappella di San Cosmo". Mansi riferì che la chiesa presentava un'unica navata coperta da una volta a botte in cui sono due altari, uno dedicato ai Santi Cosma e Damiano e l'altro a Sant'Onofrio; inoltre vennero descritti molti ex-voti collocati sul cornicione e la presenza di una sagrestia e di due stanzette senza arredi.
Nel 1898 la famiglia Confalone rifece il pavimento della chiesa e ne diede testimonianza attraverso la collocazione all'ingresso di una targa in marmo. L'ingresso alla chiesetta era garantito da una lunga rampa di scale. Su un pianerottolo di questa rampa si apriva un arco con affreschi rappresentanti i due santi in una rigida posa frontale e bidimensionale di tradizione bizantina, risalenti con molta probabilità a molto prima del XV secolo.
Dalla sagrestia si dava voce attraverso una corda alle due campane poste su un campaniletto inserito nella roccia. Un suo rudere che ancor oggi si vede in alto sulla rupe è l'ultima traccia del passato.
Il 26 settembre 1965 il vescovo di Amalfi monsignor Angelo Rossini benedisse il nuovo Santuario.